# Gough Whitlam
Edward Gough Whitlam, conosciuto come Gough Whitlam (/ɡɔf/) (Melbourne, 11 luglio 1916 – Sydney, 21 ottobre 2014), è stato un politico australiano e ventunesimo premier.
Nel 1972, dopo 23 anni di opposizione, ha riportato alla guida del governo federale il partito laburista ed è stato, suo malgrado, protagonista di una crisi costituzionale che spinse il governatore generale a revocargli il mandato di primo ministro per affidarlo al capo dell'opposizione liberale. Durante il suo breve governo riuscì a far approvare dal parlamento un sistema mutualistico universale.

## Gli inizi
Gough Whitlam nacque a Kew, un sobborgo di Melbourne. Suo padre, Fred, un impiegato federale che servì come avvocato della Corona, si impegnò in numerose battaglie per l'affermazione dei diritti umani, esercitando un'influenza notevole sul futuro premier. Whitlam studiò alla Knox Grammar School di Sydney e alla Canberra Grammar School, quindi giurisprudenza all'Università di Sydney, che interruppe durante il secondo conflitto mondiale per arruolarsi come navigatore nella Raaf (l'aviazione militare australiana) con il grado di tenente. Dopo la guerra completò gli studi e nel 1947 entrò a far parte dell'ordine degli avvocati del Nuovo Galles del Sud.
Whitlam sposò Margaret Dovey, figlia del giudice Bill Dovey, da cui ebbe tre figli e una figlia. La signora Whitlam fu famosa per il suo spirito sardonico, che eguagliò quello del marito, per i libri pubblicati e soprattutto per essere stata un'ex campionessa di nuoto. Uno dei suoi tre figli, Nicholas Whitlam, diventò un preminente e controverso banchiere. L'altro figlio Tony, dopo aver ricoperto per breve tempo la carica di parlamentare, nel 1993 è diventato un giudice federale e nel 1994 è entrato a far parte della Corte Suprema. Il terzo figlio, Stephen, è stato un diplomatico.

## La carriera politica
Whitlam entrò di impeto nella vita politica quando il governo laburista di Ben Chifley vinse il referendum che accresceva i poteri del governo federale. Si iscrisse nel partito laburista australiano nel 1945 e nel 1950 si candidò per ottenere un seggio nel parlamento del Nuovo Galles del Sud: per sua fortuna in quell'occasione fu sconfitto. Infatti quando Hubert Lazzarini, rappresentante nel parlamento federale del distretto elettorale di Werriwa, morì, Whitlam fu eletto al parlamento federale nelle elezioni suppletive del 29 novembre 1952.
Subito emerse per la sua erudizione, l'eloquenza e la sua incisività, diventando una delle star del firmamento politico laburista. Fu uno dei pochi parlamentari laburisti in grado di tener testa al premier liberale Robert Menzies.
Erano gli anni del traumatico passaggio all'opposizione, durante i quali i pur recenti successi elettorali di Curtin e Chifley apparivano come un lontano miraggio.
Whitlam ammirava Evatt, che aveva rimpiazzato il defunto Chifley alla guida dell'opposizione laburista, e fu un leale sostenitore della sua leadership durante la crisi che portò alla scissione della destra cattolica del partito; tale scissione darà vita nel 1955 al partito laburista democratico. Nel 1960 dopo aver perso la terza elezione di fila, Evatt si dimise e fu rimpiazzato da Arthur Calwell, mentre Whitlam fu eletto suo vice. Calwell fu vicino a vincere le elezioni del 1961, ma progressivamente perse parte della sua base elettorale.
Il partito laburista australiano, che era nato per rappresentare gli interessi della classe operaia, gradualmente finì per acquistare l'immagine di un partito di burocrati che rappresentava solo sé stesso.
Nelle elezioni del 1963 determinante si rivelò l'incidente mediatico occorso al capo dell'opposizione, che fu fotografato insieme a Whitlam fuori dall'albergo dove si era riunito lo stato maggiore laburista. Menzies sfruttò l'incidente mediatico descrivendo il partito laburista come una forza politica fatta di uomini senza volto. Whitlam reagì velocemente a questa sconfitta cercando di riformare il partito ed aprendolo ai contributi della sua base.
Negli anni 60 il legame di Whitlam con il capo del partito Calwell e l'ala destra del partito fu difficile. Whitlam si oppose ad alcuni punti programmatici del suo partito, quali la nazionalizzazione dell'industria, il rifiuto dell'aiuto statale alle scuole confessionali, e la politica dell'Australia bianca. Nel 1966 il partito laburista lo espulse per il suo appoggio dato al governo conservatore sul tema degli aiuti alle scuole private.
Nel gennaio 1966, Menzies finalmente si ritirò dalla vita politica dopo aver guidato il governo per ben 17 anni di seguito. Il suo successore Harold Holt, guidò la coalizione di centrodestra alle elezioni di novembre grazie al suo appoggio all'impegno americano nel Vietnam. Dopo questa sconfitta elettorale Calwell, agli inizi del 1967, si dimise dalla guida del partito e divenne il nuovo capo dell'opposizione.

## Leader dell'opposizione
Whitlam si mise subito al lavoro per svecchiare l'immagine del partito: abbandonò la politica dell'Australia bianca, non si oppose agli aiuti statali e cercò di dare un'immagine intellettuale e liberal, rescindendo il legame con il puritanesimo bigotto di una parte della classe lavoratrice e avvicinandosi alle aspirazioni della classe media.
Seppe sfruttare le potenzialità del mezzo televisivo e nelle elezioni del 1969 perse per soli 4 seggi. Con la scomparsa di Holt i Liberali si dilaniarono in diatribe interne. L'ascesa di McMahon alla guida dei liberali e del governo offrirono un'ottima opportunità per i laburisti di Whitlam, che sfruttò la sua brillante oratoria per mettere in difficoltà il premier. La promessa del leader laburista di creare in campo sanitario un sistema mutualistico universale incontrò il favore dell'opinione pubblica. Per uscire dall'angolo McMahon ne criticò aspramente l'ipotesi di un riconoscimento della Cina comunista, ma dopo che il Presidente degli Stati Uniti Nixon annunciò nel 1972 una sua visita ufficiale a Pechino queste critiche gli si ritorceranno contro. La sua reputazione di efficiente economista venne messa a dura prova dall'alta inflazione mentre a causa del suo timbro vocale e della scarsa oratoria fu sovrastato nei dibattiti televisivi da Whitllam. La stessa stampa conservatrice, che in teoria avrebbe dovuto sostenere McMahon, lo ridicolizzò.
A questo punto a McMahon saltarono i nervi, e nel dicembre del 1972 condusse una campagna elettorale talmente inefficace che verrà umiliato dalla stampa. Così le elezioni del 1972 passarono alla storia come le prime vinte dai laburisti dal 1946.

## Il Governo Whitlam
Il governo laburista, formato per lo più da veterani del secondo conflitto mondiale, si trovò di fronte ad un senato ostile. Infatti all'epoca le elezioni del senato e della camera non erano sincronizzate (metà del senato era stato eletto due anni prima e l'altra meta cinque anni prima). Pertanto quando Whitlam si insediò come premier la coalizione conservatrice, formata dai liberali, nazionalisti (gli ex agrari) e dai laburisti democratici, controllava ancora il senato.
A dispetto della difficile situazione parlamentare, Whitlam intraprese un massiccio programma di riforme tra i quali i più degni di nota sono l'estensione del sistema educativo statale, l'istituzione di una assicurazione medica pubblica universale, la riduzione delle tariffe doganali l'archiviazione delle ultime vestigia della politica dell'Australia Bianca, ecc.
Il Senato si oppose risolutamente alla sei leggi riuscendo a rigettarne due.
Il sistema australiano prevedeva la doppia dissoluzione delle camere, ma il premier decise di indire le elezioni solamente nel maggio del 1974. Queste elezioni furono nuovamente vinte dai laburisti, i quali però videro ridursi la loro maggioranza alla camera bassa e non riuscirono a conquistare per due soli seggi il senato.
Nel suo secondo mandato, il governo laburista proseguì nel suo cammino riformista, ma fu imbrigliato in una serie di controversie e di scandali. Uno dei due senatori indipendenti si unì all'opposizione liberale regalandole la maggioranza.
I contrasti con il Senato culminarono con la bocciatura della legge finanziaria presentata dal governo. A quel punto il primo ministro avrebbe dovuto indire nuove elezioni ma invece preferì andare avanti confidando nell'appoggio della parte più moderata della maggioranza liberale al senato. Questa decisione spinse il capo dell'opposizione liberale, Fraser a chiedere al Governatore generale Kerr la revoca del mandato al premier. Dopo aver consultato il capo della Corte Suprema Australiana il Governatore Kerr nel novembre del 1975 decise di revocare d'autorità la nomina del Premier e di nominare al suo posto proprio il capo dell'opposizione Fraser, il quale convocò nuove elezioni. Questa decisione era costituzionalmente dubbia e provocò la reazione negativa dei sindacati ma, grazie anche all'appoggio della stampa, che si era disillusa sul governo laburista, la coalizione conservatrice guidata da Fraser vinse le elezioni.
Whitlam continuò a combattere fino alle elezioni del 1977, quando fu nuovamente sconfitto e si dimise dal parlamento nel 1978. Nel 1983 con il ritorno dei laburisti al governo l'ex premier fu nominato ambasciatore all'Unesco, dove esercitò una notevole impressione sugli altri delegati.
Whitlam nel 1999 si spese insieme al suo vecchio avversario Fraser per il successo del referendum che mirava a far dell'Australia una repubblica, ma la proposta fu rigettata dall'elettorato. Fu un sostenitore dei governi laburisti di Hawke e di Keating. Nel 1996 egli criticò sia il governo conservatore di John Howard, che il nuovo leader dell'opposizione laburista.

## L'eredità

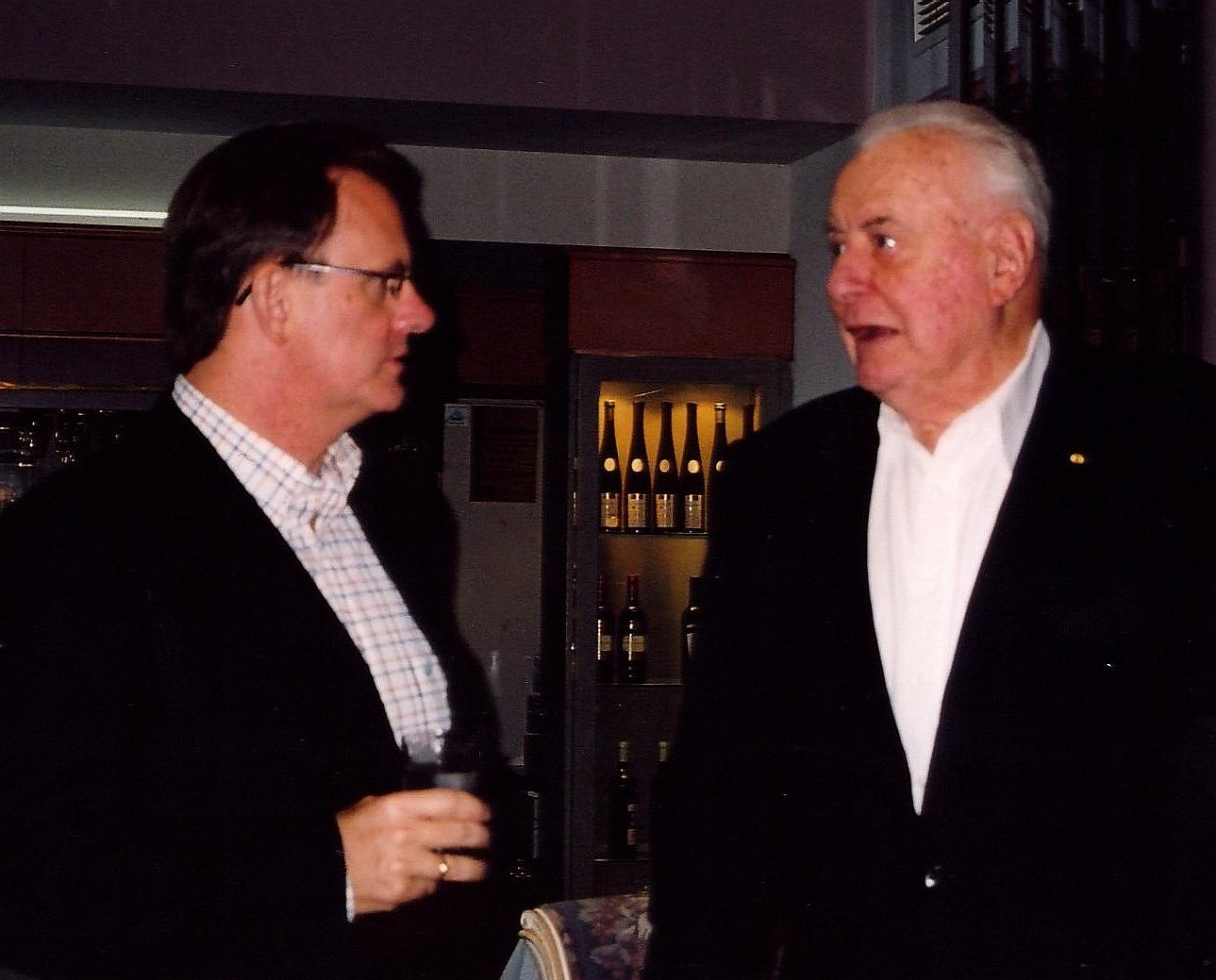
Gough Whitlam a 88 anni con Mark Latham (settembre 2004)

Gli storici concordano che il suo governo naufragò a causa del suo autoritarismo e degli scandali finanziari che colpirono membri dell'esecutivo. Il suo coraggioso programma riformista non teneva in debito conto la maggioranza conservatrice nella camera alta. In questo mostrò una scarsa sensibilità politica e democratica, anche se la sua rimozione da parte del governatore generale è difficilmente giustificabile e incontrò le critiche di vari esponenti conservatori come l'ex premier Gorton.